# Realistic
| Оценки критиков                            | Оценки критиков |
| Источник                                   | Оценка          |
| ------------------------------------------ | --------------- |
| AllMusic                                   | [ 3 ]           |
| The Encyclopedia of Popular Music          | [ 4 ]           |
| MusicHound Rock: The Essential Album Guide | [ 5 ]           |

Realistic — дебютный студийный альбом американской инди-поп группы Ivy, изданный 14 февраля 1995 года независимым лейблом Seed Records. В музыкальном плане альбом следовал материалу, представленному на предыдущем релизе Ivy, мини-альбоме Lately; его продюсировал Курт Ралске с участниками Ivy Энди Чейзом и Адамом Шлезингером.
Realistic получил положительные отзывы критиков после выпуска, но оказался коммерчески неудачным; альбом не попал в чарты, как и синглы, выпущенные с альбома. Однако, рецензенты назвали голос вокалистки группы французской певицы Доминик Дюран (Dominique Durand) «тонким и чарующим».
С альбома было выпущено три сингла. «Get Enough», ведущий сингл альбома, был выпущен в 1994 году и получил всеобщее признание критиков, особенно в Великобритании, где он активно продвигался. Сингл «Don’t Believe a Word» был выпущен в 1995 году и получил весьма положительные отзывы, но был менее успешным, чем «Get Enough». Промо-сингл «Beautiful» также был выпущен в 1995 году.

## Отзывы
Альбом получил смешанные и положительные отзывы музыкальной критики и интернет-изданий.
MusicHound Rock: The Essential Album Guide назвал альбом «покрытым конфетами из звенящих гитар Чейза и утопающим в любовных мечтах Дюрана».
В AllMusic отметили, что: «Realistic сам по себе не является выдающимся альбомом, но он ясно намекает на потенциал Ivy. Значительная часть песен написана номинантом на премию „Оскар“ Адамом Шлезингером (также из Fountains of Wayne), который обладает невероятной способностью выдавать поп-песни — сочинение песен на Realistic иногда изумительно, но пресно. Излишне гладкий продакшн и несколько вялых песен не позволяют альбому стать очень запоминающимся. В то время как тонкий, чарующий голос французской певицы Доминик Дюранд и несколько отличных поп-песен („Everyday“, „Dying Star“) делают Realistic стоящим, более поздние релизы группы привносят больше жизни в плавный и нежный стиль поп-музыки Ivy».

## Список композиций
Все песни написаны Ivy и спродюсированы Энди Чейзом и Адамом Шлезингером, при дополнительном продюсировании Куртом Ралске.
| №                   | Название               | Длительность |
| ------------------- | ---------------------- | ------------ |
| 1.                  | «Get Enough»           | 2:41         |
| 2.                  | «No Guarantee»         | 3:06         |
| 3.                  | «Decay»                | 3:53         |
| 4.                  | «15 Seconds»           | 3:35         |
| 5.                  | «Everyday»             | 3:45         |
| 6.                  | «Point of View»        | 4:24         |
| 7.                  | «Don't Believe a Word» | 2:48         |
| 8.                  | «Beautiful»            | 2:32         |
| 9.                  | «Shallow»              | 3:33         |
| 10.                 | «In the Shadows»       | 4:19         |
| 11.                 | «Dying Star»           | 3:46         |
| 12.                 | «Over»                 | 6:34         |
| Общая длительность: | Общая длительность:    | 44:47        |